# خط تونس-حلق الوادي-المرسى

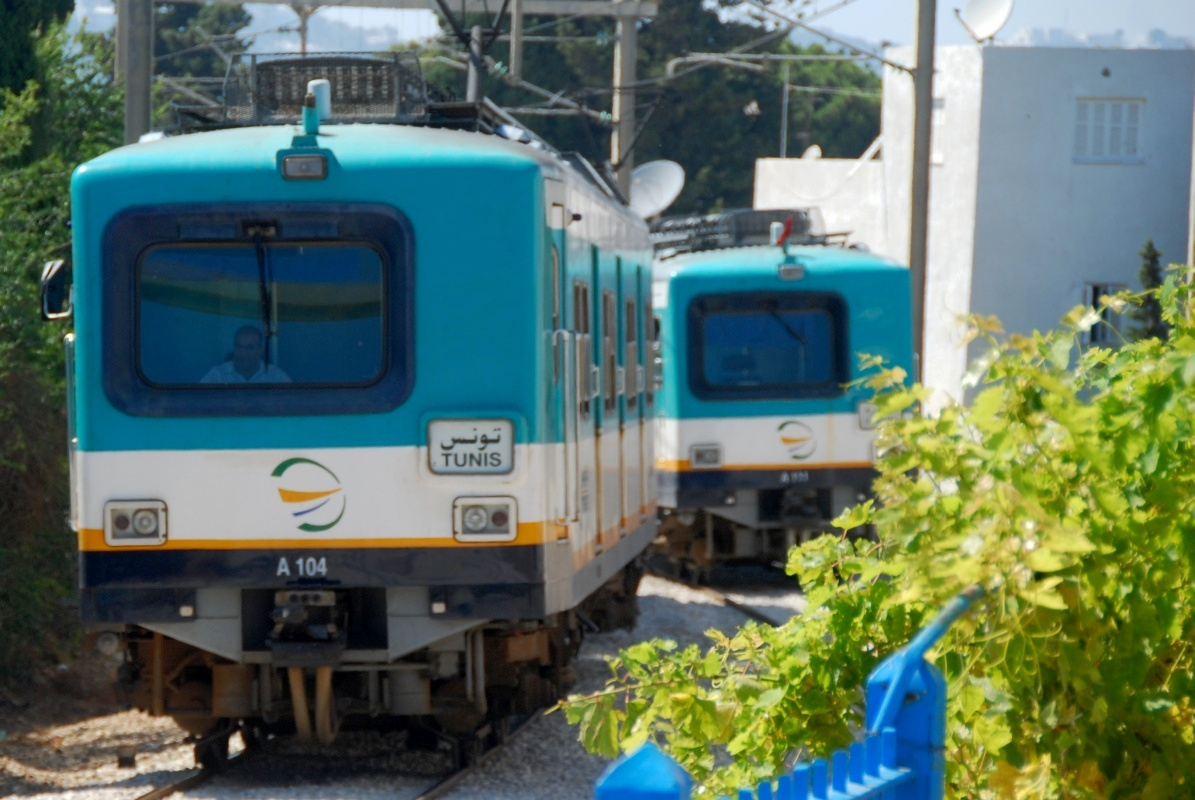
قطار تي جي أم في تونس

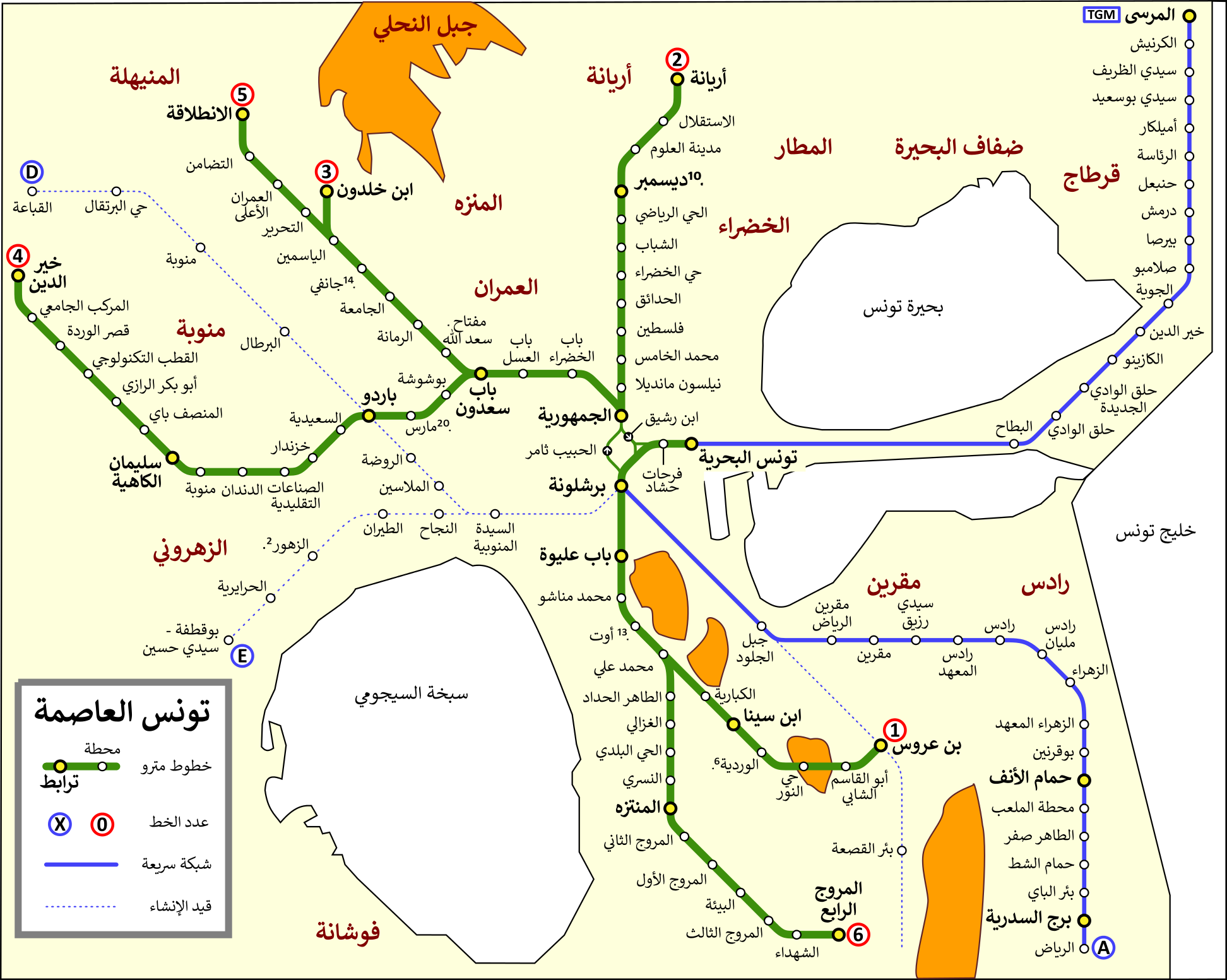
خريطة توضيحية للشبكة والخطوط السريعة

خط تونس-حلق الوادي-المرسى أو تي جي أم (بالفرنسية: Tunis-Goulette-Marsa أو اختصارا TGM)‏ هو خط سكة حديد يربط تونس العاصمة بمدينة المرسى مرورا بحلق الوادي. تم افتتاح الخط لأول مرة في 1872 و1874، وحمل اسمه الرسمي الحالي في 1905، تاريخ افتتاح أول خط مباشر يعبر بحيرة تونس.

يبلغ طول الخط 19 كم ويتكون من 31 محطة، بينما يبلغ مقياس السكة 1.435 مم. مدة العبور بين طرفي الخط تبلغ 45 دقيقة بسعر 0.68 دينار تونسي (680 مليم) في الدرجة الثانية، و 1.090 دينار تونسي في الدرجة الأولى. كثافة مرور القطارات هي قطار كل 10-20 دقيقة.

يوجد مشروع لربط هذا الخط بشبكة المترو الخفيف لمدينة تونس، وإنشاء خط جديد نحو أحياء عين زغوان الشمالية والبحر الأزرق (8.4 كم). هذا المشروع يتطلب أشغال في أرصفة المحطات لتتلائم مع قطارات المترو الخفيف.
قطار نقل ركاب كهربائي موجود في تونس العاصمة تأسس في سنة 1872وهو تابع لشركة نقل تونس ويسمى خط تونس-حلق الوادي-المرسى ويتميز هذا القطار بأنه الناقل الأول لضاحية الشمالية لتونس كما أنه من أقدم خطوط السكك الحديدة الكهربائية في أفريقيا

## التاريخ

### القرن التاسع عشر
في الوقت الذي يوجد فيه أربعة كيلومترات فقط من الطرق الحصوية في تونس ، بين تونس وباردو ، بسبب نقص الموارد المالية ، يُنظر إلى القطار على أنه لعبة من قبل باي تونس الذي سيكون قادرًا على التنقل بشكل أكثر راحة بين تونس العاصمة. قصوره المختلفة في باردو وحلق الوادي والمرسى. في الواقع ، الصراع على النفوذ بين الفرنسيين والإنجليز والإيطاليين في تونس شرس والاحتكار الذي سيُمنح لهم سيكون له عواقب وخيمة على مستقبل البلاد. وهكذا ، في 23 أغسطس 1871 ، قررت الحكومة أن تسلم إلى المواطن البريطاني ، إدوارد بيكرينغ ، بناء وتشغيل خطي بخار قياسيين من تونس إلى حلق الوادي (عشرة كيلومترات على الشاطئ الشمالي للبحيرة) وباردو ( خمسة كيلومترات).
اتفاقية بتاريخ 8 أبريل 1872 تمنح خطوط حلق الوادي المرسى (خمسة كيلومترات) والعوينة المرسى (سبعة كيلومترات) لشركة بيكرينغ ، والتي ستنشئ شركة السكك الحديدية التونسية. تمت إعادة امتياز الشبكة للوصول إلى تطوير إجمالي يبلغ 33 كيلومترًا إلى السيد ويلكنسون بموجب المرسوم الصادر في 9 سبتمبر من نفس العام ، في حين منحته اتفاقية 30 أكتوبر 1876 أيضًا خط فرع تونس حلق الوادي ، وكل ذلك مع احتكار ولكن بدون دعم أو ضمان حكومي باستثناء النقل الحر لمعظم الأراضي اللازمة لإنشاء الخطوط. تم تشغيل الأخيرة بين عامي 1872 و1884 (تونس-حلق الوادي في عام 1872 ، حلق الوادي في عام 1874 والعوينة - المرسى عام 1884) ولكن ، نظرًا لعدم كفاية عائدها ، سعت الشركة الإنجليزية إلى الاستفادة منها ..
كانت شركة الملاحة جنوة Rubatino (الشركة التونسية للملاحة حاليا )هي التي استحوذت عليها في عام 1880 بسعر 4300000 فرنك ، مع ضمان فائدة من الحكومة الإيطالية ، حتى لو باعت خط Tunis-Le Bardo إلى Compagnie des chemins de fer بعد ذلك بوقت قصير. Bone -غيلما. تم شراء الشبكة في 29 يوليو 1898 من قبل الأخيرة ، التي حصلت عليها من الحماية الفرنسية في تونس ، بسعر 7500000 فرنك ، تم الحصول عليها بموجب اتفاق 22 مارس من نفس العام بين الحكومةالتونسية والشركة.

## المحطات

### الخط الشمالي
| - تونس الشمالية - بورجل - الشرقية - الطيران المدني - الطيران - العوينة | - شط البحيرة - سيدي داوود - سفارة إنجلترا - مدينة المرسى - إقامة المرسى - شاطئ المرسى |

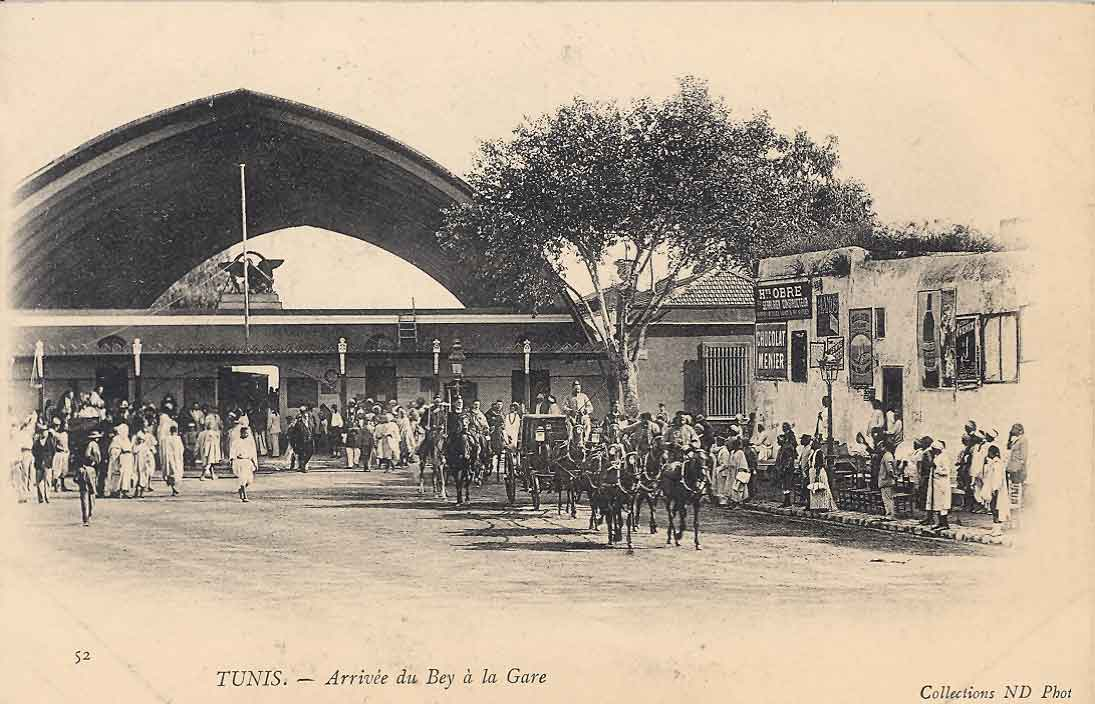
تونس الشمالية (1880)
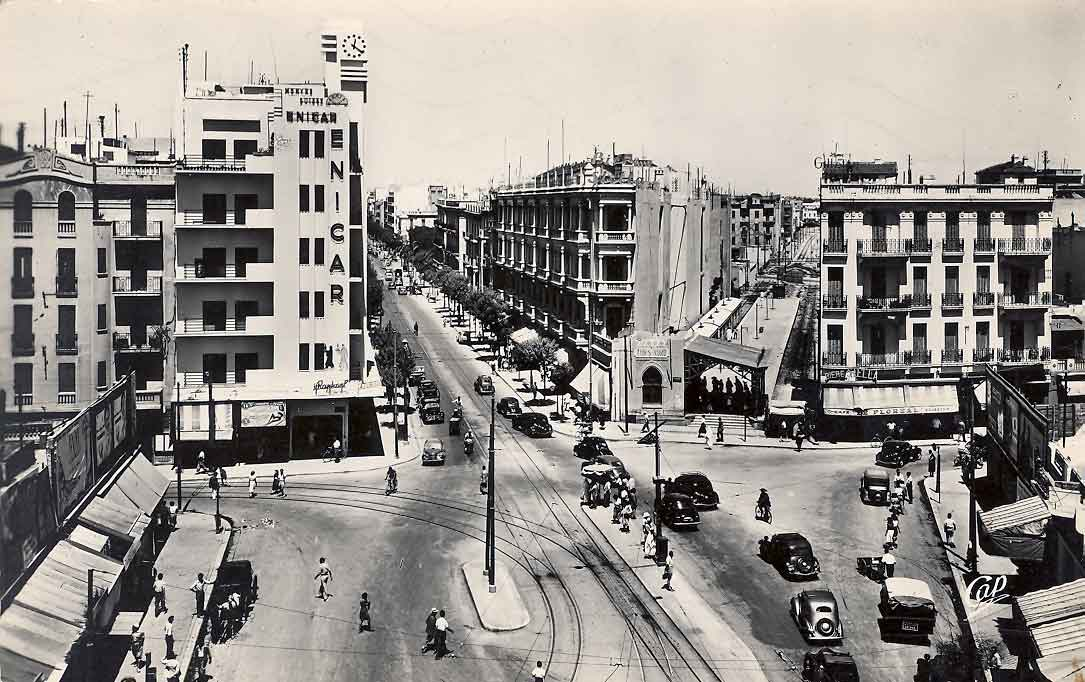
تونس الشمالية (1950)
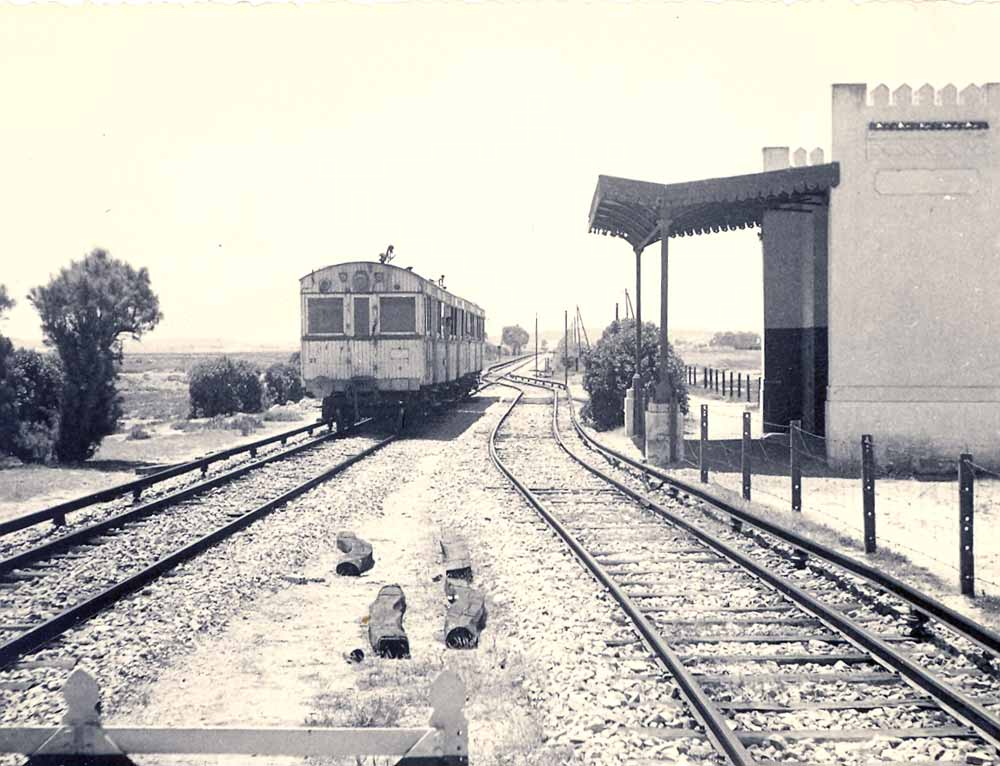
العوينة
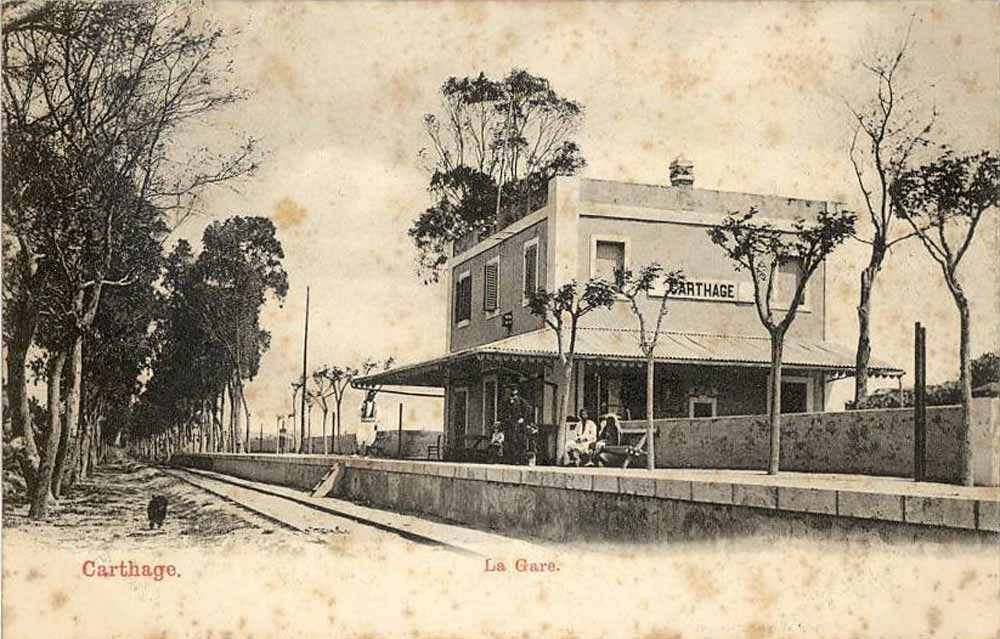
قرطاج مالقة (1890)

### الخط الجنوبي
- كازينو تونس (ألغيت)
- تونس البحرية
- البطاح
- حلق الوادي
- حلق الوادي الجديدة
- كازينو حلق الوادي
- خير الدين التونسي
- المرسى الجوية
- الكرم
- صلامبو
- دوار الشط (بيرصا حاليا)
- درمش
- قرطاج (حنبعل حاليا)
- سانت مونيك (الرئاسة حاليا)
- أميلكار
- سيدي بوسعيد
- الأبرشية (سيدي الظريف حاليا)
- الكرنيش
- شاطئ المرسى

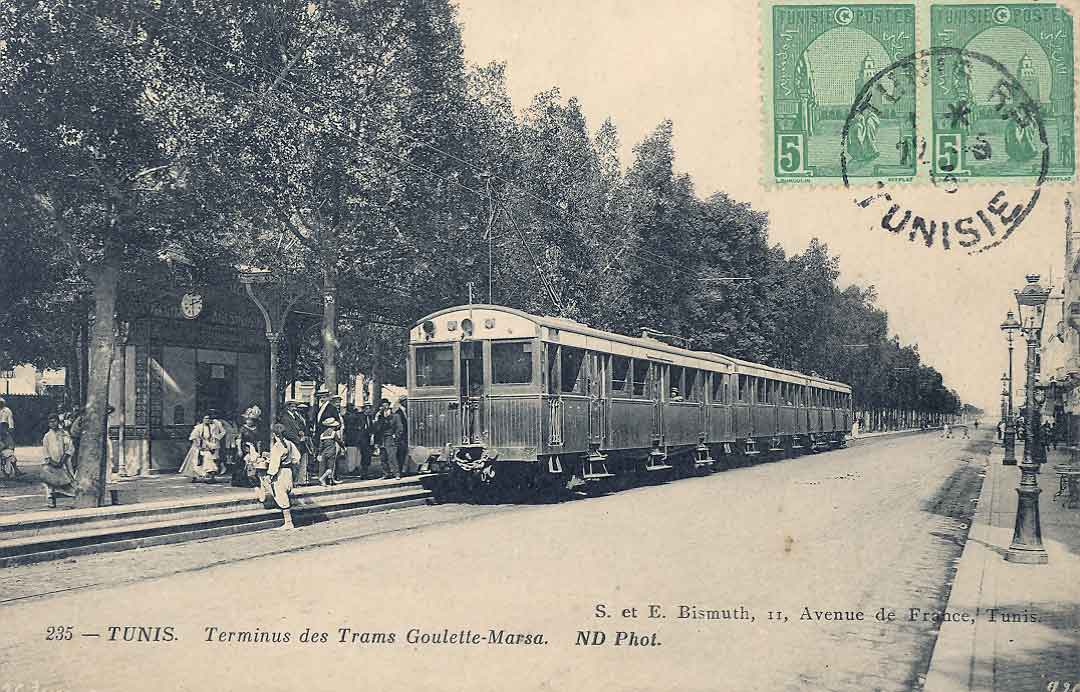
كازينو تونس (1910)
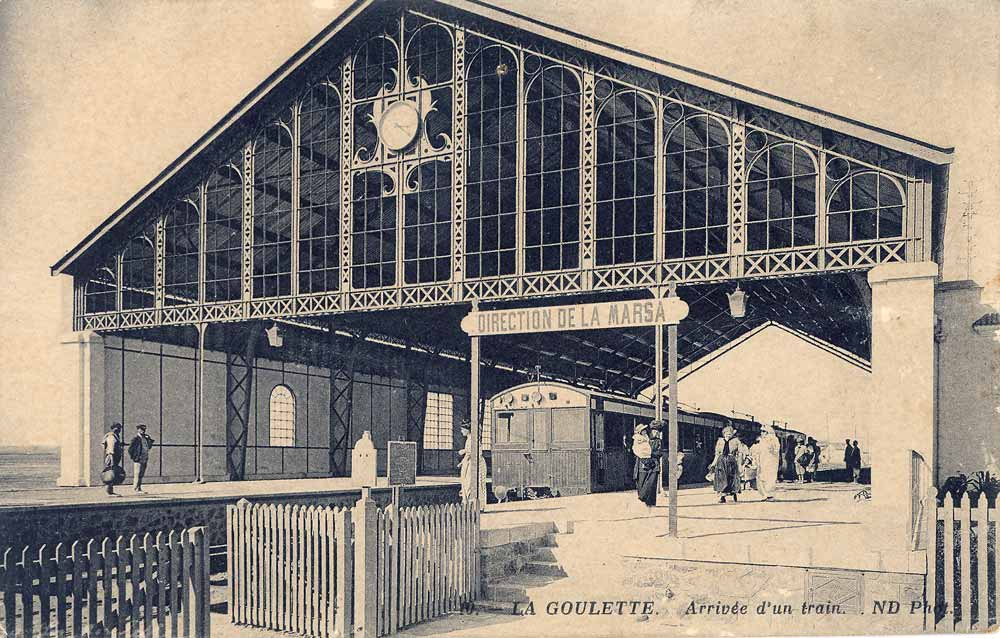
حلق الوادي
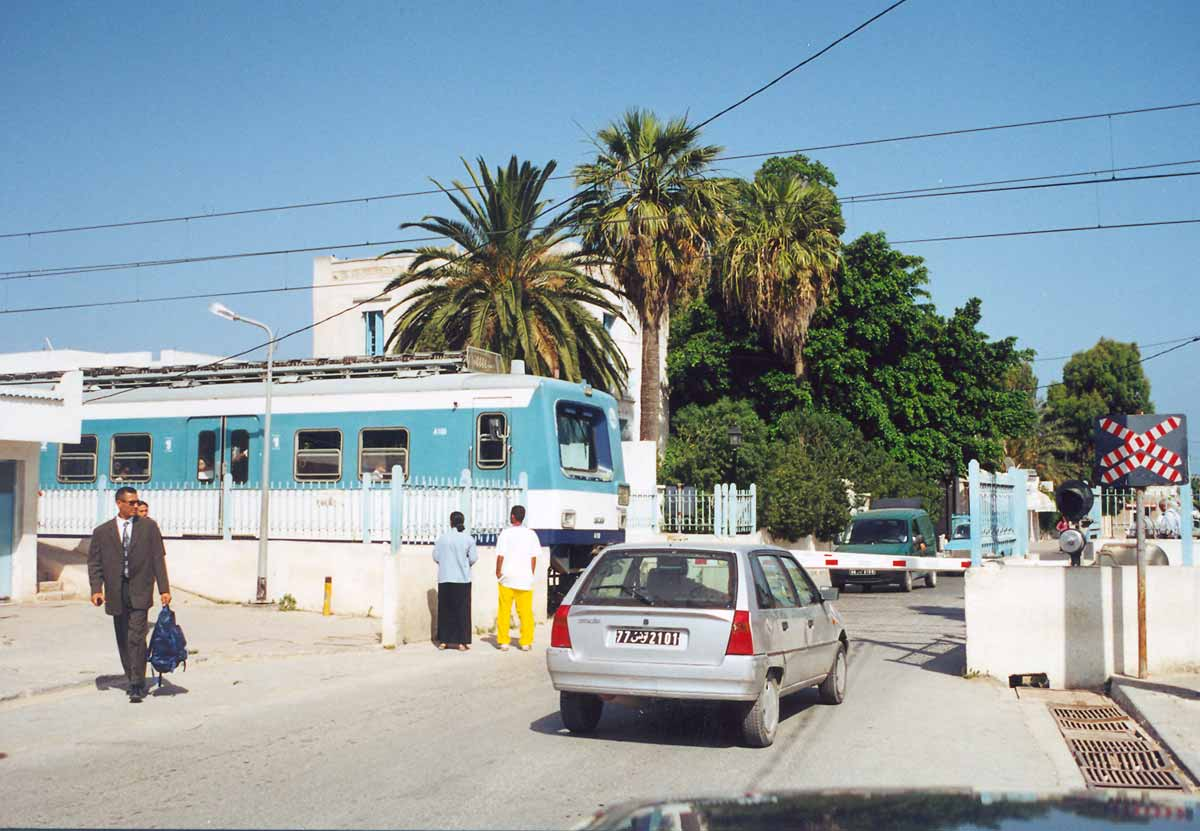
بيرصا (2001)
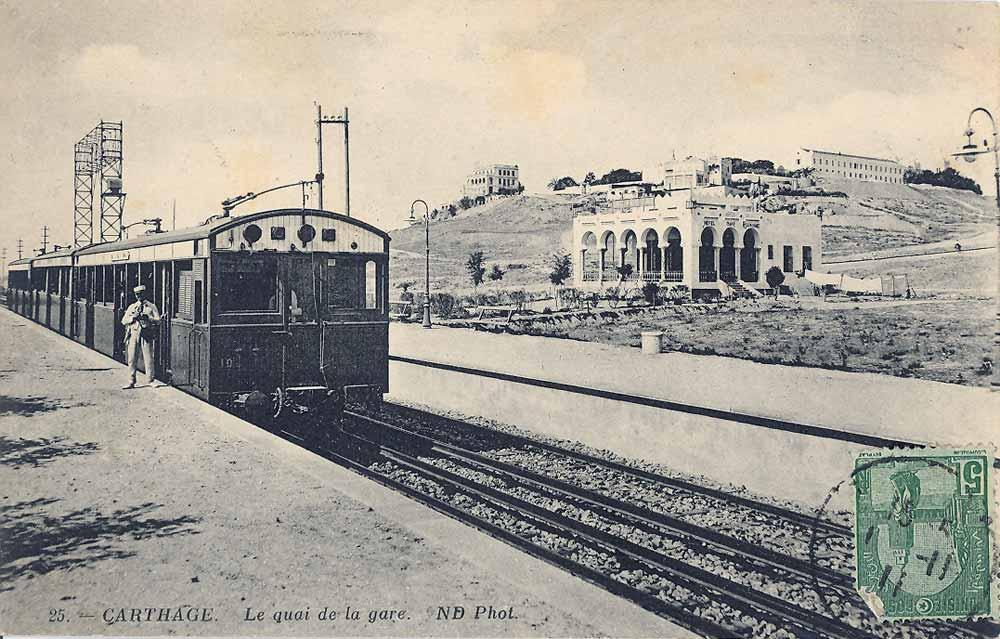
قرطاج
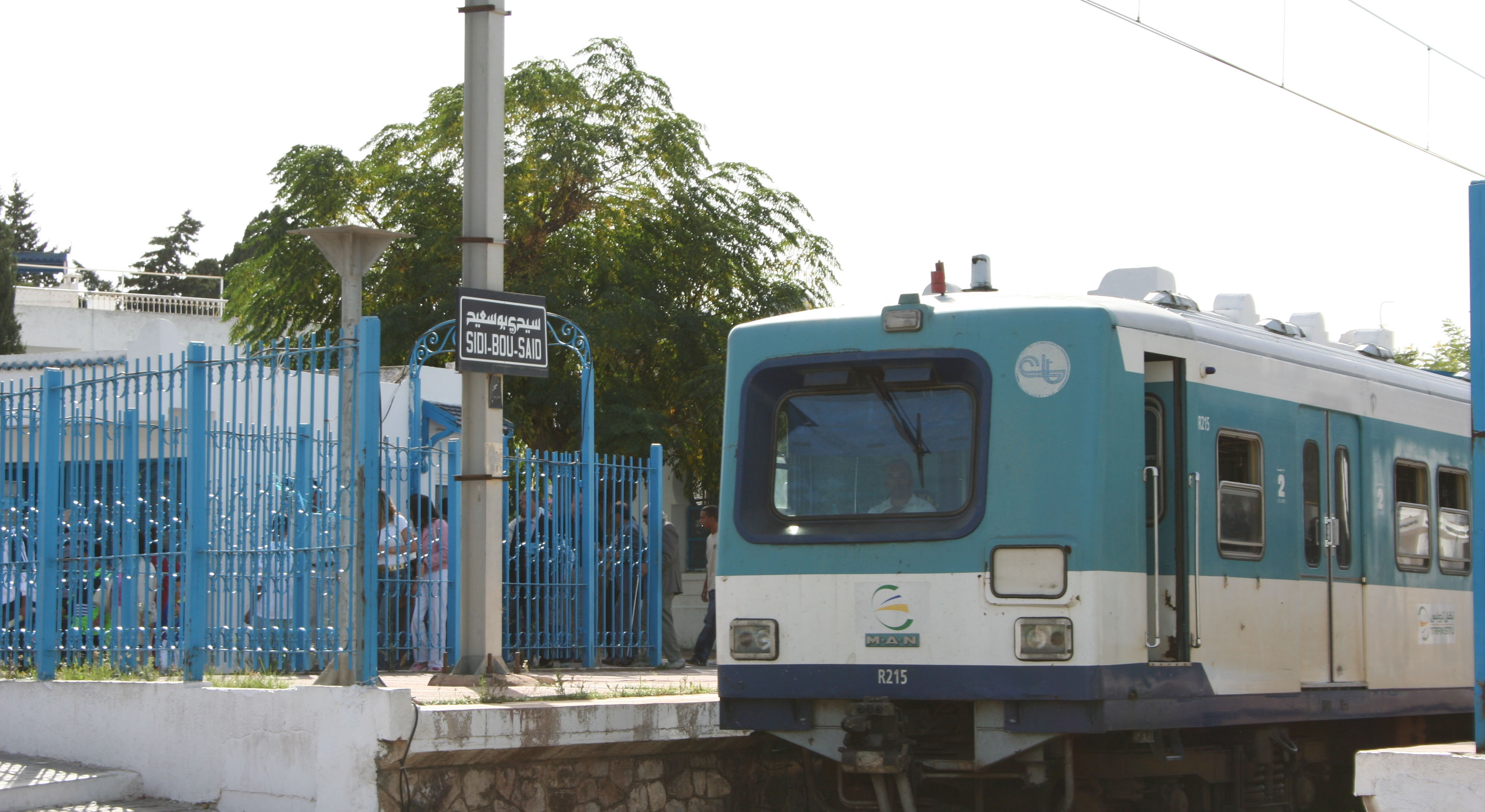
سيدي بوسعيد (2006)
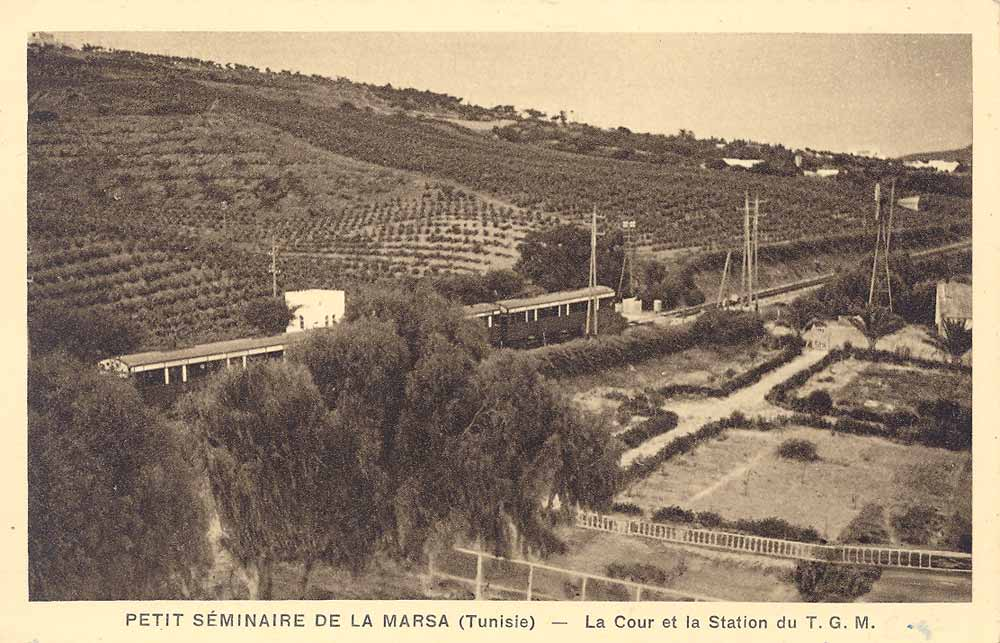
الأبرشية
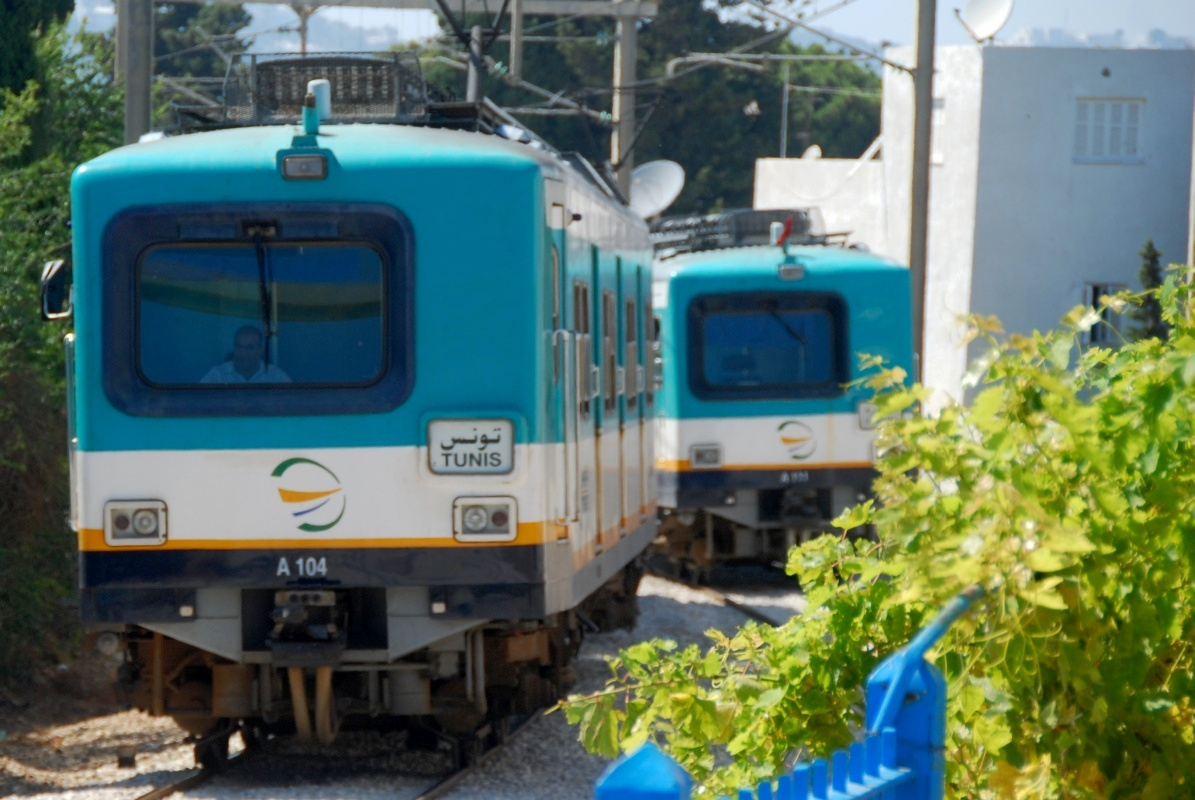
الكورنيش (2010)
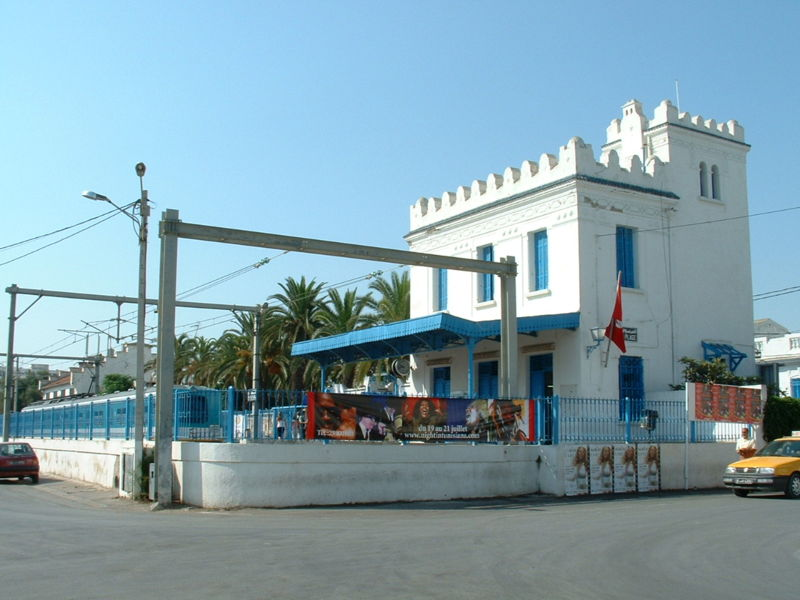
شاطئ المرسى (2006)

## مقالات ذات صلة
- المترو الخفيف بتونس
- مترو الساحل
- شركة النقل بتونس

## بيبليوغرافيا
- صلاح الدين الحداد (2004). TGM, La Goulette : fragments (بفرنسية). قرطاج: MC-Editions. ISBN:9973807448.{{استشهاد بكتاب}}:  صيانة الاستشهاد: لغة غير مدعومة (link)
- لوسات فالنسي (2004). TGM (بفرنسية). قرطاج: MC-Editions. ISBN:9973807456.{{استشهاد بكتاب}}:  صيانة الاستشهاد: لغة غير مدعومة (link)